# Mastigotragus
Mastigotragus is een geslacht van inktvissen uit de  familie van de Mastigoteuthidae.

## Soort
- Mastigotragus pyrodes (Young, 1972)